# Mitja Hafner-Fink
Mitja Hafner-Fink, slovenski sociolog, * 1957, Ljubljana.
Mitja Hafner-Fink je raziskovalec in izredni profesor na Fakulteti za družbene vede, kjer predava od leta 1994. Ukvarja se predvsem z metodologijo pri družboslovnem raziskovanju, veliko pa je proučeval tudi teme družbene stratifikacije, državljanstva in politične participacije, družbenih elit, religioznosti in razpad Jugoslavije. Doktoriral je leta 1993 z disertacijo  Jugoslovanska družba ali "jugoslovanske" družbe - komparativna analiza socialne stratifikacije na Fakulteti za družbene vede. Med njegova najpomembnejša dela štejemo Ideologija in zavest družbenih slojev v Sloveniji (1989), Sociološka razsežja razpada Jugoslavije (1994) in Državljanstvo brez meja?(2007) (v soavtorstvu s Tomažem Deželanom, Danico Fink-Hafner in Samom Uhanom). Poznan je tudi po večletnem sodelovanju pri raziskavah Slovenskega javnega mnenja (SJM) ter po delu v Slovenskem sociološkem društvu, ki mu je predsedoval med letoma 1998 in 2001.

## Življenje
Mitja Hafner-Fink se je rodil leta 1957 v Ljubljani. V otroštvu so se z družino veliko selili, zaradi česar je do konca osnovnega šolanja zamenjal tri šole, zaključil pa ga je v Radomljah. Srednješolsko izobrazbo je pridobil na Gimnaziji Bežigrad v Ljubljani in se po maturi 1975 vpisal na študij sociologije na takratnem FSPN (Fakulteta za sociologijo, politične vede in novinarstvo). Diplomiral je leta 1980 z diplomskim delom Fenomenologija in marksizem. Izobraževanje je leta 1981 prekinilo obvezno služenje vojaškega roka, po vrnitvi pa se je leta 1982 kot asistent zaposlil na Fakulteti za sociologijo, politične vede in novinarstvo in hkrati študiral na podiplomskem študiju sociologije. Zaključil ga je z leta 1988 z magistrsko nalogo Ideologija in zavest družbenih slojev v Sloveniji: sociološko raziskovanje fenomena ideologije. Leta 1993 je na isti fakulteti doktoriral s temo Jugoslovanska družba ali "jugoslovanske" družbe - komparativna analiza socialne stratifikacije.

V času študija je sodeloval v raznih društvih, največ s področja kulture. Bil je član foto-kino kluba v Radomljah (kjer je bil tudi vodja foto sekcije), poleg tega pa je sodeloval še v Radio klubu v Radomljah, tamkajšnjem  športnem društvu, v taborniški organizaciji in bil predsednik komisije za kulturo v mladinski organizaciji občine Domžale. 

Na Fakulteti za družbene vede je redno zaposlen od leta 1982, kjer je najprej delal kot asistent na centru za družbeno politično izobraževanje. Leta 1985 se je zaposlil kot mladi raziskovalec na Centru za raziskovanje javnega mnenja, 1988 je postal asistent pri predmetu Metode družboslovnega raziskovanje, leta 1994 pa še docent in s tem tudi sonosilec omenjenega predmeta. Na fakulteti poleg omenjenega predmeta predava še predmet Kvantitativno družboslovno raziskovanje, sodeluje pri Diplomskem seminarju na programu Družboslovna informatika in predava Primerjalno družboslovno raziskovanje - metode in raziskovalni načrti na podiplomskem študiju. Trenutno ima status izrednega profesorja na fakulteti. Raziskovalno deluje v okviru Centra za raziskovanje javnega mnenja in množičnih komunikacij (CJMMK), kjer je trenutno vodja programske skupine Slovensko javno mnenje. Prav tako je tudi slovenski koordinator pri mednarodni družboslovni anketni raziskavi (ISSP), ki jo v Sloveniji izvaja CJMMK. Znanstveno pa je sodeloval na skupnih projektih z univerzo v Trondheimu in univerzo v Antwerpnu. Udeležil se je tudi Metodološke poletne šole v Essexu in preživel eno leto na izpopolnjevanju v Portlandu.

V letih svoje kariere je sodeloval tudi z mnogimi strokovnimi organizacijami izven FDV. Med drugim je bil član mednarodnega politološkega združenja (IPSA), najbolj pa je dejaven v Slovenskem sociološkem društvu (SSD), ki mu je v obdobju 1998-2001 tudi predsedoval. 

Za svoji deli Ideologija in zavest družbenih slojev v Sloveniji in Uporaba metod razvrščanja v skupine pri proučevanju socialne strukture je leta 1990 prejel Kidričevo nagrado za mladega raziskovalca.

## Delo
V svojih delih se je na začetku kariere posvečal družbeni neenakosti, elitam in razpadu Jugoslavije, pozneje pa se je usmeril tudi v metodološke teme. V zadnjem času pogosto raziskuje in piše o temah, povezanih z državljanstvom, demokracijo in politično participacijo. Izsledke svojih raziskav je objavljal v številnih domačih in tujih znanstvenih revijah: Teorija in praksa, Družboslovne razprave, Razprave in gradivo, Zdravstveno varstvo, Europe-Asia studies, Quality and quantity, East European politics and societies in Innovation. Njegova bibliografija na Cobissu vsebuje 257 vnosov samostojnih ali kooperativnih raziskav, člankov, poročil, monografij, poglavij v zbornikih ter raznih drugih akademskih prispevkov. 

V zanstveni monografiji Ideologija in zavest družbenih slojev v Sloveniji (1989) pojem ideologije postavi v kontekst takratnih družbenih sprememb v Jugoslaviji. Obravnaval je rušenje takratne ideologije, ki je v prostoru neomajno vztrajala od konca 2. svetovne vojne, in v tem kontekstu empirično preverjal, kako se na vladajočo ideologijo odzivajo različni družbeni sloji v Sloveniji ter kako le ti zaznavajo spremembe.

Znanstvena monografija Sociološka razsežja razpada Jugoslavije (1994) predstavlja empirično analizo socialne stratifikacije bivše Jugoslavije, ki sloni na podatkih, zbranih s projektom »Razredna struktura  moderne jugoslovanske družbe«. Podatki so bili zbrani leta 1986 in 1987. S pomočjo primerjalne analize stratifikacijskih sistemov Hafner-Fink ugotavlja signifikantne razlike med severozahodnim in jugovzhodnim delom bivše Jugoslavije.

V znanstveni monografiji Državljanstvo brez meja? (2007) (v soavtorstvu s Tomažem Deželanom, Danico Fink-Hafner in Samom Uhanom) obravnava politično državljanstvo. Kombinirajo natančen pregled teorij in konceptov državljanstva, empirično raziskovanje normativnih (samo)opredelitev državljanov glede aktivnega poseganja v politiko in empirično raziskovanje praks državljanstva. Poleg historično-razvojnega pogleda na opredeljevanje državljanstva monografija prinaša tudi mednarodno primerjalni pogled na podlagi podatkov raziskave The International Social Survey Programme (ISSP 2004) - Citizenship Module, ki pomaga razumeti slovenske izkušnje v primerjavi z drugimi na sodobnem svetovnem zemljevidu državljanskih norm, (samo)zaznav kompetenc državljanov in njihovega odnosa do političnosti, ki presega meje nacionalnih držav.

## Čas predsedovanja SSD
Mitja Hafner-Fink je Slovenskemu sociološkemu društvu predsedoval od leta 1998 do 2001. V tem času je skušalo društvo vzdrževati in povečati zanimanje za sociologijo ter pokazati slovenski javnosti, zakaj je proučevanje družbenega nujno. Cilju primerna so bila tudi letna sociološka srečanja in sicer srečanje leta 1999 v Portorožu s tematiko bogata in revna Slovenija, srečanje leta 2000 v Novi Gorici z naslovom uporabnost sociologije ter 2001 v Portorožu kjer so organizirali srečanje na temo sociološki vidiki novih tehnologij. Eden izmed ciljev v tem obdobju je bil tudi društveno sodelovanje z učitelji sociologije v srednjih šolah, ki do takrat niso bili množično vključeni v delovanje društva.